# Полтергајст 2: Друга страна
Полтергајст 2: Друга страна (енгл. Poltergeist II: The Other Side) је амерички хорор филм из 1986. режисера Брајана Гибсона, рађен по причи Стивена Спилберга. Представља директан наставак првог дела из 1982. године. Номинован је за Оскара за најбоље визуелне ефекте.
Готово сви ликови из првог дела су се вратили и у другом, па главе улоге тумаче: Зелда Рубинстејн као медијум Тангина Баронс, док су Џобет Вилијамс, Крејг Нелсон, Хедер Огрерк и Оливер Робинс поново у улогама чланова породице Фрилинг. Њима су се придружили Џералдина Фицџералд у улози Дајанине мајке, Џес, Вил Сампсон као Тангинин пријатељ Тејлор и Јулијан Бек у улози главног антагонисте, Хенрија Кејна. Глумачкој постави је требало да се придружи и Доминик Дан, која је у првом делу тумачила лик Дане Фрилинг, међутим глумица је убијена од стране свог дечка пар дана пред премијеру првог филма, па због тога њен лик није ни споменут у другом делу. Пошто су двојица глумаца који су тумачили Тејлора и Хенрија Кејна у овом делу, умрли убрзо након снимања филма, почело је да се верује да серијал постаје уклет. Приче о уклетости франшиза кулминирале су након смрти 12-годишње глумице Хедер Огрерк, која је преминула у току снимања трећег дела.
Филм је добио помешане критике, али је остварио велику зараду што је допринело томе да снимање наставка под насловом, Полтергајст 3, почне већ исте године.
Као и у случају првог дела, издавачка кућа и дистрибутер филма је Метро-Голдвин-Мејер.

## Радња
Годину дана након догађаја из претходног филма, породица Фрилинг живи у кући Дајанине мајке, Џес. Убрзо након што Џес умре, духови из претходног дела ће поново напасти све чланове породице, а поготово најмлађу Карол Ен. Медијум Тангина Баронс, која их је спасла прошлог пута, сада се плаши да је изгубила део својих моћи и да више није у стању да изађе на крај с духовима, због чега им шаље свог пријатеља, Индијанца Тејлора. Док им Тејлор објашњава како да се заштите од напада духова, Тангина врши детаљно испитивање како би открила ко су били људи, чији духови сада прогањају Карол Ен Фрилинг.
Уз Дајанину помоћ, откриће да је предводник духова, некадашњи свештеник, Хенри Кејн, који је прорекао смак света и наговорио људе да се затворе заједно с њим у дубоку јаму, за коју је тврдио да је једино безбедно место. Дан за који је Кејн прорекао смак света је дошао и прошао, али људи нису могли да изађу из јаме и сви до једног су умрли. Кућа породице Фрилинг била је саграђена управо над том јамом и то је разлог због ког су их прогонили. Међутим, они сада желе Карол Ен, да је одвуку на другу страну, како би их она одвела у светло (светло у серијалу Полтергајст означава смрт.)

## Улоге
| Глумац              | Улога                |
| ------------------- | -------------------- |
| Зелда Рубинстејн    | Тангина Баронс       |
| Џобет Вилијамс      | Дајана Фрилинг       |
| Крејг Нелсон        | Стивен Фрилинг       |
| Хедер Огрерк        | Карол Ен Фрилинг     |
| Вил Сампсон         | Тејлор               |
| Џералдина Фицџералд | Џесика „Џес” Вилсон  |
| Јулијан Бек         | Хенри Кејн           |
| Нобл Крејг          | чудовиште            |
| Сузан Перец         | ћерка                |
| Јаклин Бернштајн    | млађа Дајана Фрилинг |
| Кели Жан Питерс     | млађа Џес Вилсон     |